# Torre de la cárcel
La Torre de la cárcel es un monumento del municipio de Bellver de Cerdanya (Cerdaña) declarado Bien Cultural de Interés Nacional.
La torre, situada al este, junto a una de las puertas de la villa amurallada (puerta de Cerdaña), es una construcción de planta ligeramente rectangular, de 2,20 X 2,95 m, y una altura aproximada de 15 metros. El grueso de los muros es de unos 110 cm. La puerta está situada a unos 7 m del nivel exterior del suelo. En la cara exterior hay un talud. En el interior, la torre tiene tres niveles, como tendría en origen pero la altura de los respectivos techos varió con el tiempo. En las tres caras exteriores hay varias aspilleras, construidas en épocas diferentes. Las más antiguas son como las de la muralla. Protegidas por sillares cortados como los de los bordes de la torre. El aparato del resto del muro es de piedras pequeñas poco trabajadas y sin escuadrar. En la parte inferior de los muros hay sillares pequeños, más o menos escuadrados. En alguna zona se ven claramente las reconstrucciones sufridas. La datación se establece desde el siglo XIII al siglo XVII.